# 上川ラーメン

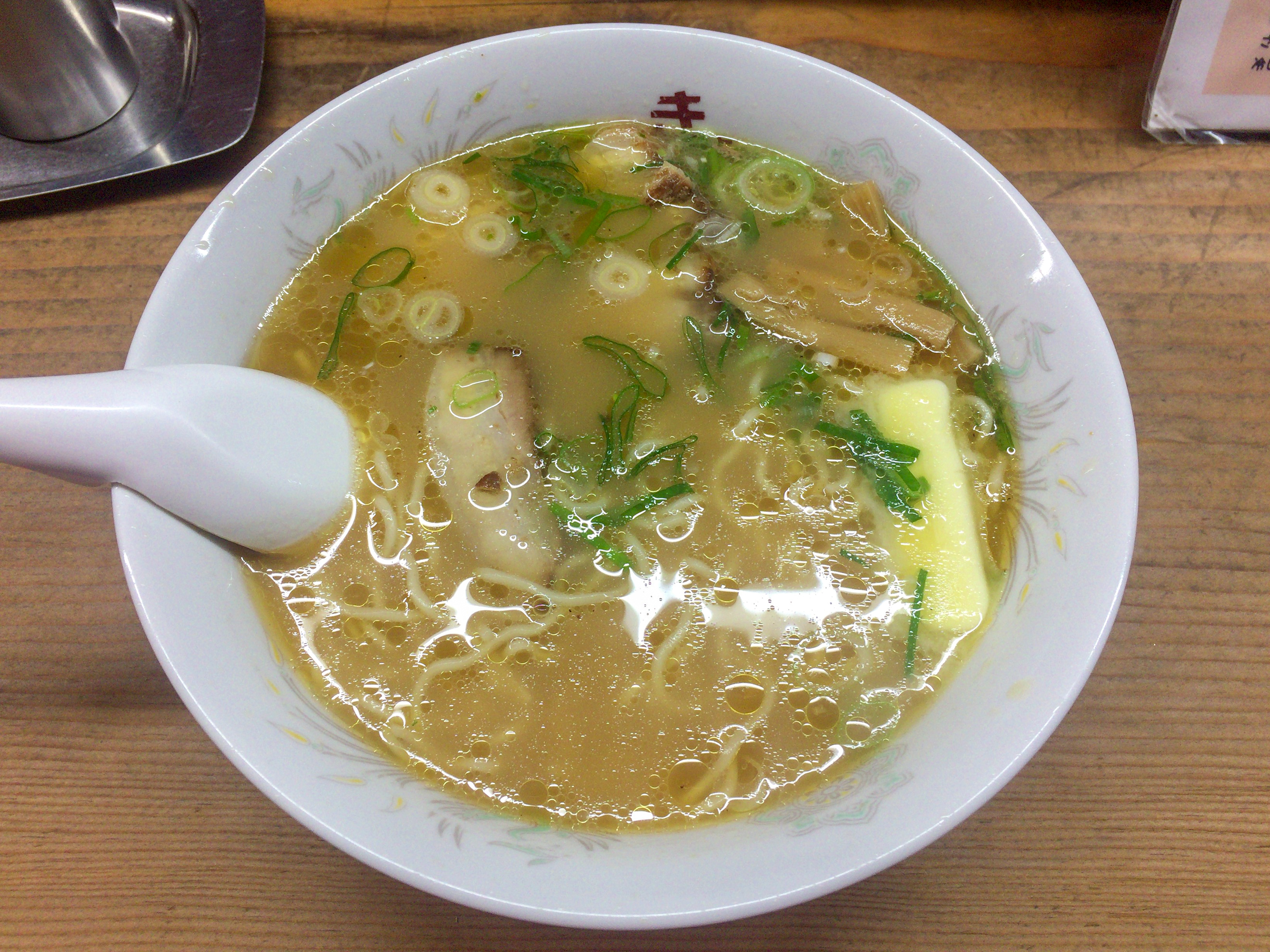
上川ラーメン

上川ラーメン（かみかわラーメン）とは、北海道上川郡上川町で供され食されるラーメンであり、ご当地ラーメン（ご当地グルメ）の一つ。

## 概要
上川町の近郊には旭川市がある為、旭川ラーメンの影響も見受けられるが、醤油ダレのWスープが主流の旭川ラーメンとは異なり、豚骨のみのスープを提供している店舗も多く、タレも味噌や塩を看板に挙げている店舗が多い。スープにラードを加える・中細縮れ麺を使用しているなど、旭川ラーメンとの共通点も複数挙げられるものの、香味油にラードとオリーブオイルを合わせるなどの創意工夫を行なっている店舗も見受けられる。
今日では、人口比のラーメン店舗数が町民600人強あたり1店舗と非常に多いものの、店舗によっては一日200杯前後も出る事もあり、ラーメン店が全道・全国のリピーターを地元に呼び寄せているとされ、町おこしに一定の成果を上げている。
老舗店には1934年創業の食堂「喰い処あかし」、次いで1955年創業の「ラーメンの鉄人 しばやま」などがあり（2017年末に閉店）、長い歴史がある。映画「許されざる者」の撮影中に、1970年創業の「あさひ食堂」で渡辺謙がラーメンを連食しテレビで絶賛した事から、幾度となく各種メディアで取り上げられた。

## 上川町ラーメン日本一の会
1986年12月、石狩川のアイヌ名から命名した「イシュ・カラベツの里」と言う町おこし団体の後継団体として、町内でラーメンを提供している食堂の全15店が加盟する「上川町ラーメン日本一の会」が設立され、町外へのPRを担っている。
上川町の主要産業の一つであった林業の衰退に伴い人口減少の一途を辿ったことや、店主の高齢、後継者不足などもあり、現在の加盟店は5店と店舗数は減らしているものの、結成30周年を超えた現在に至るまで活動を続けている。
大雪山麓の湧水で製麺しスープを作り、さわやかな空気、豊かな緑と三拍子揃った町でラーメンを作っている事を理由に「日本一ラーメンのおいしい町」と称している。

## 上川町ラーメン憲章
上川町ラーメン日本一の会では以下の憲章を掲げている。
上川町のラーメンは、大雪山麓の清らかな麗水で製麺し、スープをつくり、麺をゆであげ、加えて洗練された技術と研究により、お客様に日本一おいしいラーメンと喜ばれることを自負し、そのためにあらゆる努力を傾けることを誇りとして、この憲章を掲げます。
1. ラーメンのスープを90℃にして出します。
2. ラーメンの味を守るため、一度に多量の麺をゆでません。
3. ラーメンの味を楽しんでいただくため、各店独自の味を出します。
4. ラーメンの日を毎月一日とします。
5. ラーメンを気持ちよく食べていただくため、店内を清潔にします。
6. ラーメンをこよなく愛し、お客様をあたたかく迎えます。